# Pierīga
Pierīga es una de las seis regiones de Letonia. Se encuentra ubicada en el centro del país, junto a la costa del golfo de Riga (mar Báltico). Su población a fecha de 1 de enero de 2018 era de 367 266 habitantes y sus municipios y ciudades (c) son los siguientes:
- Ādaži 11,184
- Aloja 4,680
- Babīte 10,350
- Baldone 5,485
- Carnikava 8,626
- Engure 7,080
- Garkalne 8,344
- Ikšķile 9,643
- Inčukalns 7,558
- Jaunpils 2,239
- Jūrmala 49,073 (c)
- Kandava 7,853
- Ķegums 5,374
- Ķekava 23,042
- Krimulda 4,885
- Lielvārde 9,735
- Limbaži 16,312
- Mālpils 3,411
- Mārupe 19,456
- Ogre 33,083
- Olaine 19,409
- Ropaži 6,800
- Salacgrīva 7,423
- Salaspils 22,555
- Saulkrasti 5,751
- Sēja 2,185
- Sigulda 17,337
- Stopiņi 10,492
- Tukums 27,901[1]